# Éva Székely
Pour les articles homonymes, voir Székely.
Éva Székely, née le 3 avril 1927 à Budapest (Hongrie) et morte le 29 février 2020 dans la même ville, est une nageuse hongroise.

## Biographie
Née en 1927, elle décide de devenir nageuse à l'âge de 9 ans, après avoir entendu le sacre olympique de Ferenc Csik en 1936. Entrée dans un club en 1939, elle doit le quitter en 1941 à cause des lois antijuives et se cacher. Vivant dans une « maison-sûre » appartenant aux autorités suisses, elle monte et descend cinq volées de marche cent fois chaque matin pour se maintenir en forme.
À l'hiver 1944, la police allemande vient l'arrêter avec son père dans leur appartement de Budapest. Pour sauver sa fille, son père la présente comme la « championne de natation de Hongrie » et que l'officier allemand serait « un jour, heureux de lui avoir sauvé la vie » et ce dernier accepte de la laisser sur place. En 1950, lors d'un compétition sur l'île Margaret à Budapest, elle reçoit la médaille d'or du 100 m nage libre des mains de l'homme qui l'a épargné.

## Carrière
Éva Székely est médaillée d'argent du 200 mètres brasse aux Championnats d'Europe de natation 1947 à Monte Carlo. La même année, elle remporte trois titres lors des Jeux mondiaux universitaires à Prague.
Aux Jeux olympiques d'été de 1948 à Londres, Éva Székely termine quatrième de la finale du 200 mètres brasse, sixième du 400 m nage libre et cinquième du relais 4 x 100 mètres nage libre. Trois ans plus tard, aux Jeux mondiaux de Berlin, elle rafle cinq médailles d'or.
En 1952 à Helsinki, la Hongroise est sacrée championne olympique sur 200 mètres brasse avec un nouveau record olympique (2 min 51 s 07), et se classe sixième en 400 mètres nage libre. Éva Székely est la première femme à détenir un record du monde sur le 400 m 4 nages, établi en 1953. 
Elle est aussi médaillée d'argent olympique sur 200 mètres brasse aux Jeux de Melbourne en 1956. Cette année-là, l'insurrection de Budapest a lieu, ce qui la pousse avec son époux, Dezső Gyarmati à quitter la Hongrie pour les États-Unis l'année suivante mais le couple ne reste qu'un an avant de finalement rentrer. En représailles, l'État hongrois les obligent à décider lequel des deux ira concourir aux Jeux olympiques d'été de 1960 à Rome et c'est Éva Székely qui met fin à sa carrière tandis que son époux part pour les Jeux.
Au cours de sa carrière, elle améliore 36 records nationaux, 12 records européens et 6 records du monde. Après la fin de sa carrière, elle se tourne vers le métier d'entraîneuse et devient celle de sa fille, Andrea Gyarmati. Alors qu'elle accompagne sa fille aux Jeux olympiques de 1972, elle fait la connaissance de Moshe Weinberg, le coach de lutte de l'équipe israélienne qui sera tué le lendemain lors de la prise d'otages. Dans les années qui suivent, elle décide de parler de son expérience en tant que juive hongroise.

## Distinctions
- 1976 : International Swimming Hall of Fame[5]
- 1996 : Officier de l'Ordre du Mérite hongrois[1]
- 2004 : Athlète de la Nation hongroise[3]
- 2011 : Prisma Primissima Award[3]